# Suicidol
| Recensione       | Giudizio |
| ---------------- | -------- |
| All Music Italia |          |
| Impatto Sonoro   | Positivo |
| Rockit           | Positivo |
| Rockol           |          |

Suicidol è il secondo album in studio del rapper italiano Nitro, pubblicato il 26 maggio 2015 dalla Machete Empire Records e distribuito dalla Sony Music e dalla Epic Records.

## Descrizione
Menzionato per la prima volta da Nitro all'interno di Dexter, brano realizzato dal rapper stesso insieme a Fabri Fibra e Salmo e presente in Squallor, il titolo dell'album è l'unione dei termini inglesi suicidal e idol e indica «Il riconoscimento delle capacità di un artista che avviene quasi sempre quando ormai è già morto.»
In esso sono presenti 15 brani, tra cui Storia di un defunto artista, continuazione del brano Storia di un presunto artista, contenuto nel precedente album Danger.

## Promozione
L'album è stato anticipato da Rotten, singolo uscito digitalmente il 21 aprile, e da Sassi e diamanti, entrato in rotazione radiofonica a partire dal 15 maggio 2015. Il 16 ottobre è stata la volta di Pleasantville, nona traccia del disco.
Il 5 maggio 2016 il rapper ha annunciato la riedizione di Suicidol, denominata Post Mortem e uscito per il 27 dello stesso mese. Rispetto all'edizione originaria, la riedizione presenta un secondo CD contenente cinque brani incisi in collaborazione con MadMan, Jake La Furia e Jack the Smoker, tra cui i singoli Stronzo pt. 2 e Solo quando bevo, pubblicati rispettivamente il 13 e il 20 maggio dello stesso anno.

## Tracce
Testi di Nicola Albera, eccetto dove indicato.
1. The Dark Side of the Mood – 3:53
2. Dead Body (feat. DJ MS) – 3:26
3. All In – 3:43
4. Rotten – 3:58
5. Ong Bak (feat. Fabri Fibra) – 4:30 (testo: Nicola Albera, Fabrizio Tarducci)
6. Sassi e diamanti – 3:31
7. Baba Jaga – 2:27
8. Suicidol – 3:05
9. Pleasantville – 5:49
10. Stronzo (feat. DJ MS) – 3:20
11. L'oracolo di Selfie – 3:04
12. Storia di un defunto artista – 4:06
13. The Same Old Story – 4:31
14. Twinbeasts (feat. Devotion, Skits Vicious & André) – 3:44
15. Rivivere – 3:46

Suicidol - Post Mortem – CD bonus nell'edizione deluxe
1. F.P.S. – 3:33
2. Glock Party (feat. MadMan & Jake La Furia) – 3:54
3. Stronzo pt. 2 – 2:49
4. VLLBLVCK (feat. Jack the Smoker & Izi) – 5:13
5. Solo quando bevo – 3:33

## Formazione
Musicisti
- Nitro – voce
- Fabri Fibra – voce aggiuntiva (traccia 5)
- DJ MS – scratch (tracce 2 e 10)
- Skits Vicious – voce aggiuntiva (traccia 14)
- Andrè – voce aggiuntiva (traccia 14)

Produzione
- Deleterio – produzione (traccia 1)
- Strage – produzione (tracce 2 e 15)
- Big Joe – produzione (tracce 3 e 7)
- Yazee – produzione (traccia 4)
- Don Joe – produzione (traccia 5)
- Low Kidd – produzione (tracce 6, 8, 9, 11 e 12)
- Stabber – produzione (traccia 10)
- DJ Shocca – produzione (traccia 13)
- Devotion – produzione (traccia 14)

## Classifiche
| Classifica (2015) | Posizione massima |
| ----------------- | ----------------- |
| Italia            | 4                 |